# Aeródromo de Robledillo de Mohernando
El aeródromo Teniente General Vives Camino (OACI: LERM) es una instalación aeronáutica privada situada en el término municipal de Robledillo de Mohernando, Guadalajara, España. El aeródromo es una propiedad del Aeroclub de Guadalajara y está destinado generalmente a la aviación deportiva.
Es un aeródromo no controlado, en el que los pilotos son los responsables de coordinarse.
La frecuencia de radio usada es 123.325.
Cuenta con una pista de asfalto (01/19) de 1000x18 metros y una pista de tierra de 900x30. La elevación del aeródromo es de 3096 ft (944 m).
Cerca de la cabecera de la pista 01 se encuentra un VOR (RBO) cuya frecuencia es 113.950